# Marie Dentière
Marie Dentière (født 1495 i Tournai i nuværende Belgien, død 1561 i Genève) var en schweizisk protestantisk reformator og teolog, der arbejdede som forfatter og prædikant. Hun spillede en stor rolle i reformationen i Genève, navnlig i forhold til afskaffelsen af klostervæsenet og betragtes som en stemme for de protestantiske kvinder under reformationen. Hun talte om ligestilling og lige ret til at tjene religion. Hun er den eneste kvinde, der regnes blandt de protestantiske reformatorer og den eneste kvinde, hvis navn står på monumentet Reformationsmuren i Genève.
1. ↑  Navnet er anført på fransk og stammer fra Wikidata hvor navnet endnu ikke findes på dansk.
2. ↑  Navnet er anført på fransk og stammer fra Wikidata hvor navnet endnu ikke findes på dansk.
3. ↑  Navnet er anført på engelsk og stammer fra Wikidata hvor navnet endnu ikke findes på dansk.